# 몬테그리마노테르메

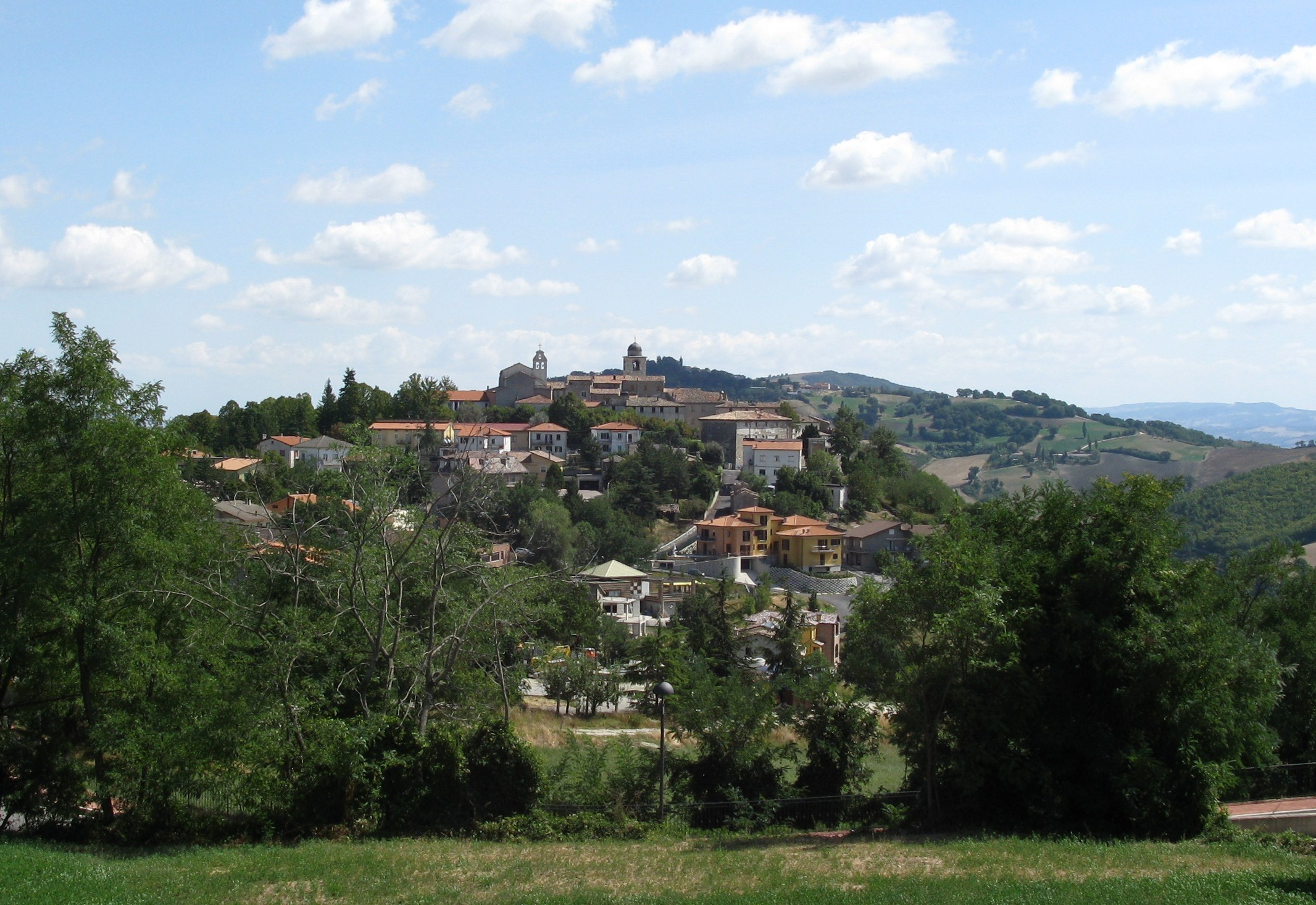
몬테그리마노테르메

몬테그리마노테르메(이탈리아어: Monte Grimano Terme) 또는 몬테그리마노(이탈리아어: Monte Grimano)는 이탈리아 마르케주 페사로에우르비노도에 위치한 코무네로 면적은 24km2, 높이는 536m, 인구는 1,256명(2009년 2월 28일 기준), 인구 밀도는 52명/km2이다. 안코나에서 북서쪽으로 약 90km, 페사로에서 서쪽으로 약 40km 정도 떨어진 곳에 위치한다.